# Municipio de Liberty (condado de Marion, Kansas)
El municipio de Liberty (en inglés: Liberty Township) es un municipio ubicado en el condado de Marion en el estado estadounidense de Kansas. En el año 2010 tenía una población de 320 habitantes y una densidad poblacional de 3,5 personas por km².

## Geografía
El municipio de Liberty se encuentra ubicado en las coordenadas 38°18′11″N 97°12′20″O / 38.30306, -97.20556. Según la Oficina del Censo de los Estados Unidos, el municipio tiene una superficie total de 91.45 km², de la cual 91,37 km² corresponden a tierra firme y (0,08 %) 0,08 km² es agua.

## Demografía
Según el censo de 2010, había 320 personas residiendo en el municipio de Liberty. La densidad de población era de 3,5 hab./km². De los 320 habitantes, el municipio de Liberty estaba compuesto por el 99,06 % blancos, el 0,31 % eran amerindios, el 0,31 % eran de otras razas y el 0,31 % eran de una mezcla de razas. Del total de la población el 0,31 % eran hispanos o latinos de cualquier raza.